# Damián z Fulcheri
Damián z Fulcheri také známý jako Damián z Finaria (Finale) (? – 1484, Modena) byl italský římskokatolický kněz a řeholník Řádu bratří kazatelů. Katolická církev ho uctívá jako blahoslaveného.

## Život
Narodil se do šlechtické rodiny ve Fulcheri v Ligurii. Ještě jako dítě byl vysvobozen z rukou šílence, který jej ukradl.
Vstoupil k Dominikánům v Savoně a po studiu byl vysvěcen na kněze. Stal se neúnavným evangelizátorem v Ligurii a Lombardii. Později působil jako převor kláštera ve Finale. V posledních letech životech žil v klášteře v Reggio Emilia. Byl zastáncem reformy řádu a na příkaz papeže Pia II. reformu zavedl v Reggio Emilia. Byl slavným kazatelem, který obrátil na křesťanství mnoho lidí.
Zemřel roku 1484 v Modeně.

## Kult
Po jeho smrti jsou hlášeny zázraky, které proběhly po přímluvě u jeho hrobu. Téměř okamžitě po jeho smrti se hrob stal předmětem lidové zbožnosti.
Dne 4. srpna 1848 papež Pius IX. potrvdil kult jeho úcty a byl prohlášen za blahoslaveného.